# Зена — королева воинов (комикс)
«Зена — королева воинов» (англ. Xena: Warrior Princess) — серия комиксов из 55 выпусков, опубликованная компаниями Topps Comics, Dark Horse Comics и Dynamite Entertainment в период с 1997 по 2009 годы. Topps Comics издавала комикс с 1997 по 1998 год, Dark Horse Comics — с 1999 года, Dynamite Entertainment — с 2007 года. Первый выпуск вышел в августе 1997 года.  
Персонаж по имени «Зена» впервые появился в нескольких выпусках комикса «Удивительные странствия Геракла» за 1996 год, который издавала компания Topps Comics. В дальнейшем в компании было принято решение начать создание нового комикса, главными героинями которого стали Зена и её спутница Габриэль. Комикс назвали «Xena: Warrior Princess» (рус. Зена — королева воинов); за его основу был взят телесериал «Зена — королева воинов».  
Topps Comics издавала комикс до 1998 года, затем лицензию на его издание приобрела Dark Horse Comics. Компания выпускала комикс до завершения съёмок сериала «Зена — королева воинов» в 2001 году. Через несколько лет, в 2007 году, компания Dynamite Entertainment возобновила публикацию комикса и издавала его до 2009 года.       